# Nuoto ai campionati mondiali di nuoto 2015 - 400 metri misti femminili
La gara dei 400 metri misti femminili si è svolta il 9 agosto 2015 presso la Kazan Arena e vi hanno preso parte 35 atleti provenienti da 27 nazioni. Le batterie si sono svolte la mattina del 9 agosto mentre la finale ha avuto luogo la sera stessa.

## Medaglie
| Posizione | Atleta         | Nazionalità |
| --------- | -------------- | ----------- |
| Oro       | Katinka Hosszú | Ungheria    |
| Argento   | Maya DiRado    | Stati Uniti |
| Bronzo    | Emily Overholt | Canada      |

## Record
Prima della manifestazione il record del mondo (WR) e il record dei campionati (CR) erano i seguenti.
| Record mondiale       | 4'28"43 | Ye Shiwen Cina          | 28 luglio 2012 Londra, Gran Bretagna |
| Record dei campionati | 4'30"31 | Katinka Hosszú Ungheria | 26 luglio 2009 Roma, Italia          |

## Risultati

### Batterie
| Posizione | Batteria | Corsia | Atleta                 | Nazionalità   | Tempo   | Note |
| --------- | -------- | ------ | ---------------------- | ------------- | ------- | ---- |
| 1         | 4        | 4      | Katinka Hosszú         | Ungheria      | 4:32.78 | Q    |
| 2         | 4        | 7      | Barbora Závadová       | Rep. Ceca     | 4:35.60 | Q    |
| 3         | 4        | 8      | Emily Overholt         | Canada        | 4:35.86 | Q    |
| 4         | 3        | 4      | Hannah Miley           | Regno Unito   | 4:36.11 | Q    |
| 4         | 3        | 3      | Maya DiRado            | Stati Uniti   | 4:36.11 | Q    |
| 6         | 4        | 6      | Sakiko Shimizu         | Giappone      | 4:36.16 | Q    |
| 7         | 4        | 3      | Aimee Willmott         | Regno Unito   | 4:36.82 | Q    |
| 8         | 3        | 2      | Lara Grangeon          | Francia       | 4:38.20 | Q    |
| 9         | 3        | 0      | Anja Klinar            | Slovenia      | 4:38.39 |      |
| 10        | 3        | 8      | Nguyễn Thị Ánh Viên    | Vietnam       | 4:38.78 |      |
| 11        | 4        | 2      | Zsuzsanna Jakabos      | Ungheria      | 4:38.94 |      |
| 12        | 4        | 5      | Elizabeth Beisel       | Stati Uniti   | 4:38.96 |      |
| 13        | 3        | 6      | Keryn McMaster         | Australia     | 4:39.05 |      |
| 14        | 3        | 1      | Sydney Pickrem         | Canada        | 4:40.60 |      |
| 15        | 3        | 5      | Ye Shiwen              | Cina          | 4:42.96 |      |
| 16        | 2        | 3      | Chihiro Igarashi       | Giappone      | 4:43.06 |      |
| 17        | 2        | 5      | Franziska Hentke       | Germania      | 4:43.51 |      |
| 18        | 2        | 4      | Nam Yoo-sun            | Corea del Sud | 4:43.83 |      |
| 19        | 3        | 7      | Joanna Maranhão        | Brasile       | 4:44.40 |      |
| 20        | 4        | 0      | Beatriz Gómez Cortés   | Spagna        | 4:44.51 |      |
| 21        | 4        | 1      | Tessa Wallace          | Australia     | 4:44.93 |      |
| 22        | 2        | 2      | Jördis Steinegger      | Austria       | 4:45.50 |      |
| 23        | 3        | 9      | Fantine Lesaffre       | Francia       | 4:46.06 |      |
| 24        | 2        | 8      | Ranohon Amanova        | Uzbekistan    | 4:47.85 |      |
| 25        | 4        | 9      | Stina Gardell          | Svezia        | 4:48.65 |      |
| 26        | 2        | 1      | Anja Crevar            | Serbia        | 4:50.04 |      |
| 27        | 2        | 6      | Zhou Min               | Cina          | 4:50.36 |      |
| 28        | 2        | 0      | Virginia Bardach       | Argentina     | 4:51.59 |      |
| 29        | 2        | 9      | Martina van Berkel     | Svizzera      | 4:51.79 |      |
| 30        | 1        | 4      | Phiangkhwan Pawapotako | Thailandia    | 4:53.15 |      |
| 31        | 2        | 7      | Victoria Kaminskaya    | Portogallo    | 4:53.47 |      |
| 32        | 1        | 5      | Gizem Bozkurt          | Turchia       | 4:56.39 |      |
| 33        | 1        | 6      | Maria Far Nuñez        | Panama        | 5:05.55 |      |
| 34        | 1        | 3      | Georgina González      | Messico       | 5:05.62 |      |
| 35        | 1        | 2      | Rebeca Quinteros       | El Salvador   | 5:17.71 |      |

### Finale
| Posizione | Corsia | Atleta           | Nazionalità | Tempo   | Note |
| --------- | ------ | ---------------- | ----------- | ------- | ---- |
| 1         | 4      | Katinka Hosszú   | Ungheria    | 4:30.39 |      |
| 2         | 2      | Maya DiRado      | Stati Uniti | 4:31.71 |      |
| 3         | 3      | Emily Overholt   | Canada      | 4:32.52 | NR   |
| 4         | 6      | Hannah Miley     | Regno Unito | 4:34.79 |      |
| 5         | 5      | Barbora Závadová | Rep. Ceca   | 4:36.73 |      |
| 6         | 7      | Sakiko Shimizu   | Giappone    | 4:37.19 |      |
| 7         | 1      | Aimee Willmott   | Regno Unito | 4:38.75 |      |
| 8         | 8      | Lara Grangeon    | Francia     | 4:40.98 |      |